# Metropolia Jukatanu
Metropolia Jukatanu – metropolia Kościoła rzymskokatolickiego w Meksyku. Erygowana w dniu 11 listopada 1906 roku. W skład metropolii wchodzi 1 archidiecezja i 3 diecezje.
W skład metropolii wchodzą:
- Archidiecezja Jukatanu
  - Diecezja Campeche
  - Diecezja Tabasco
  - Diecezja Cancún-Chetumal